# Paul Reed Smith

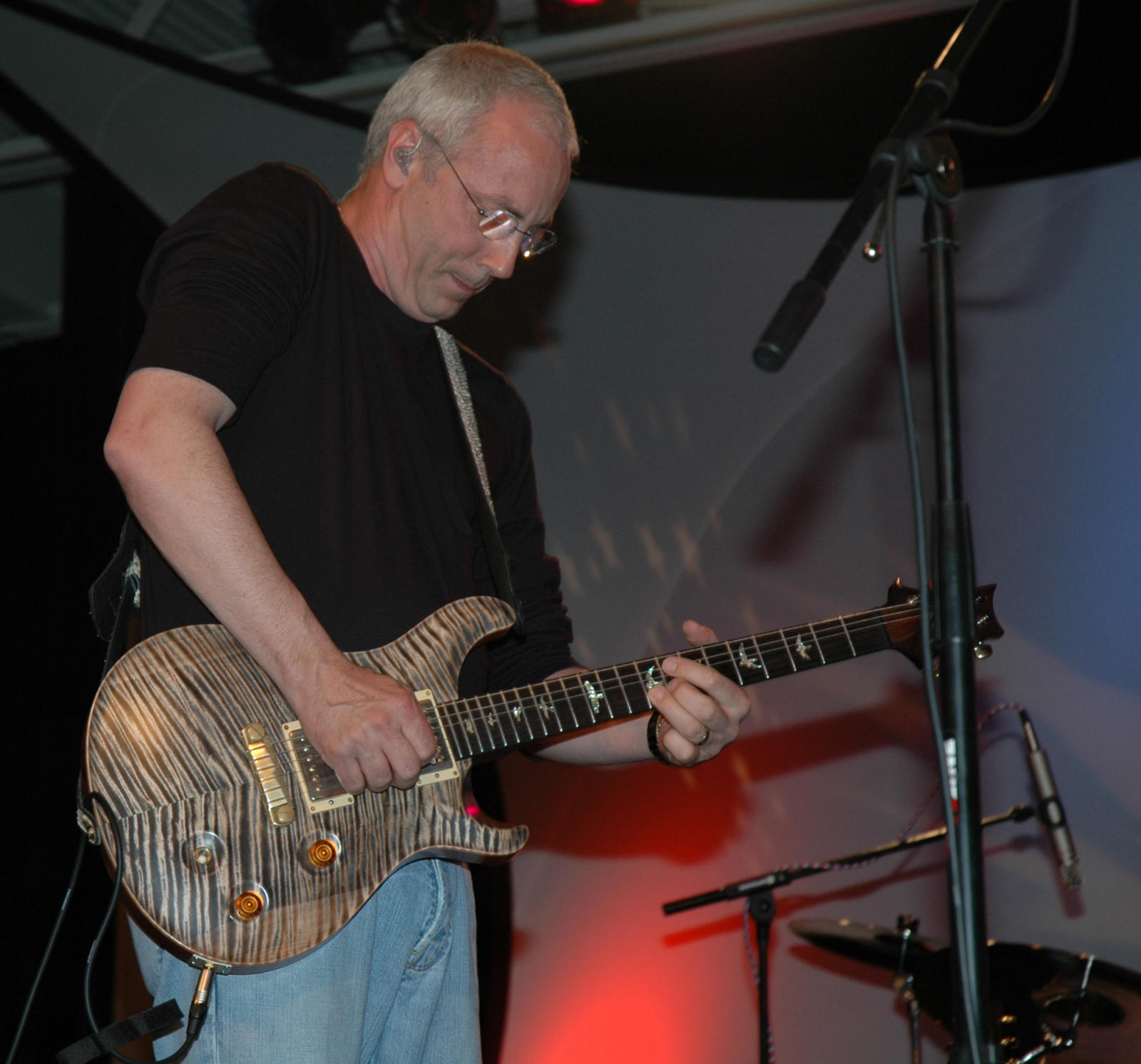
Paul Reed Smith speelt een van zijn gitaren

Paul Reed Smith (18 februari 1956) is een Amerikaanse gitaarbouwer en oprichter van PRS Guitars. Naast gitaren produceert het bedrijf ook gitaarversterkers en effectpedalen.
Smith begon al op jonge leeftijd zelf gitaren te bouwen. Zijn eerste exemplaar vervaardigde hij toen hij op St. Mary's College in Maryland wiskunde studeerde. Toen hij klaar was met zijn studie ging hij door met het bouwen van gitaren; hij bouwde er ongeveer één per maand. Hij nam zijn instrumenten mee naar concerten en liet ze bespelen door beroepsmuzikanten, luisterend naar hun kritiek en aanmerkingen om zijn gitaren te perfectioneren.
De eerste doorbraak voor Paul Reed Smith vond plaats toen Carlos Santana tijdens een concert bereid was een van Pauls gitaren (een Custom 24) uit te proberen. Paul mocht de gitaar zelf niet naar Santana brengen en moest hem afgeven aan een crewlid. Santana was echter zo enthousiast over de gitaar dat hij Paul Reed Smith naar zich toe riep. Santana dacht dat de gitaar een "ongelukje van God" was, en hij bestelde een tweede gitaar bij Paul Reed Smith. Deze speelde echter net zo goed, waarop Santana een derde gitaar (een doubleneck) bestelde. Hierna besefte Santana dat Paul het in zich had.
Na de ontmoeting met Santana kwam Paul in aanraking Ted McCarthy, ex-president van Gibson en ontwerper van gitaren als de Gibson Explorer en de Gibson Flying V. McCarthy werd Pauls mentor en samen creëerden ze veel gitaren die ook tegenwoordig nog in het assortiment van PRS vertegenwoordigd zijn.
Ironisch genoeg werd PRS eind 2003 aangeklaagd door Gibson. Volgens Gibson zouden de Singlecut-modellen van PRS te veel op de Gibson Les Paul lijken. Na een rechtszaak van drie jaar, waarin PRS op een gegeven moment geen Singlecut-modellen meer mocht maken, kreeg PRS in mei 2006 gelijk en mocht de productie van de Singlecut-modellen doorgaan. 
In 2022 lanceerde PRS ook een aantal effectpedalen met originele circuit.